# یول‌قلی‌لار
یول‌قلی‌لار (به لاتین: Yolqulular) یک منطقه مسکونی در جمهوری آذربایجان است که در شهرستان گران‌بوی واقع شده است. یول‌قلی‌لار ۷۰۹ نفر جمعیت دارد.